# Assatscha
Die Vulkangruppe Assatscha (russisch Асача) ist ein komplexes Gebirgsmassiv westsüdwestlich des Vulkans Mutnowski. Die Vulkangruppe besteht aus dem alten Schildvulkan Assatscha, dem Stratovulkan Scholty (russisch Жёлтый) im Osten, dem jüngeren Krater Tumanow sowie dem heutigen jungen Vulkan Assatscha. Zehn Lavadome befinden sich an den Flanken der Assatscha-Vulkangruppe. Die meisten von ihnen sowie mehrere basaltische Schlackenkegel sowie Lavaströme an den westlichen und südlichen Flanken des Assatscha-Komplexes entstanden im Pleistozän und im Holozän. 1983 ereignete sich ein starkes tektonisches Erdbeben im Bereich des Vulkans Scholty, was darauf hindeutet, dass das Gebiet noch vulkanisch aktiv ist.